# Centrum Regionalne w Zwoleniu
Centrum Regionalne przy Nekropolii Jana Kochanowskiego w Zwoleniu – placówka muzealna z siedzibą w Zwoleniu. Centrum działa przy parafii Podwyższenia Krzyża Świętego w Zwoleniu. Mieści Muzeum Regionalne w Zwoleniu.
Centrum zostało utworzone w 2012 roku na bazie wybudowanej w 1992 roku starej plebanii Kościoła Podwyższenia Krzyża Świętego. Prace przy jego tworzeniu były współfinansowane z Regionalnego Programu Operacyjnego Województwa Mazowieckiego.

W ramach muzealnej ekspozycji, mieszczącej się w czterech salach wystawienniczych, prezentowano zbiory sakralne oraz historyczne i regionalne, przekazane przez Fundację Rodziny Kochanowskich oraz prywatnych kolekcjonerów i parafian, wcześniej eksponowane m.in. w Muzeum Regionalnym w Zwoleniu. Wśród eksponatów zobaczyć było można m.in. pochodzący z 1661 roku kielich Hieronima Kochanowskiego - bratanka Jana Kochanowskiego, XVII-wieczne ornaty oraz pochodzące z XVIII wieku monstrancje, kielichy liturgiczne, księgi oraz obrazy. Natomiast zbiory regionalne prezentowane były w ramach wystawy „Co w dawnej chacie bywało”.

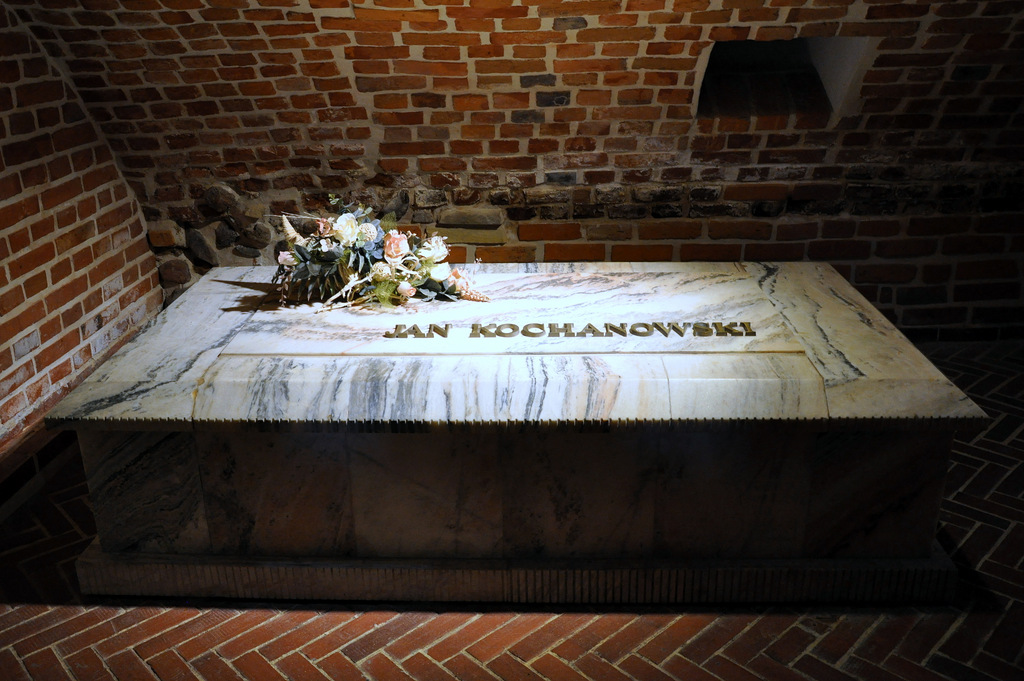
Krypta Jana Kochanowskiego

W ramach centrum zwiedzającym udostępniany jest również sam kościół wraz z kryptą Jana Kochanowskiego.
Centrum jest obiektem całorocznym, czynnym codziennie. Natomiast zwiedzanie kościoła odbywa się codziennie, poza nabożeństwami.